# دير غسانة
دير غسانة هي قرية فلسطينية تقع في الضفة الغربية من أراض فلسطين. وتتبع محافظة رام الله والبيرة. وقعت تحت الاحتلال الإسرائيلي في عام 1967. تقع على بعد 25 كم إلى الشمال الغربي من مدينة رام الله، وتقع على درجة 32.0333 شمالا ودرجة 35.1036 شرقا. وترتفع عن سطح البحر بنحو 400 متر. اللغة العربية هي لغة البلدة وكل سكانها مسلمون.

## تسميتها
سميت باسم دير كان للغساسنة. وقيل أيضا أن طائفة من الغساسنة نزلت فيها فخلدت اسمها. مرّ بها الرحالة «مصطفى البكري» عام 1710 م، وذكرها في رحلته أكثر من مرة باسم «دير غسان».
ومن أشهر ما تم ذكره عن تاريخ القرية اجتماع دير غسانة الشهير في أيلول 1938 بين قادة فصائل الثوار لحل الإشكاليات بينهم،
وحسب بعض المصادر فإن نحو 500 ثائر حضر الاجتماع ناقش قادتهم خلافاتهم ونجحوا في حل بعضها، ولكن الاجتماع الذي بدأ في التاسعة صباحا انتهى نهاية مختلفة، واتضح بان الاحتلال البريطاني علم مسبقا بالاجتماع وقصفه بالطائرات، ووقعت معركة بين الثوار والبريطانيين تعرف باسم معركة دير غسانة، ووفقا للمصادر البريطانية والصهيونية فإن نحو 130 ثائرا استشهد في تلك المعركة، في حين أن مصادر الثوار آنذاك تحدثت عن ثلاثين شهيدا فقط، والمهم أنه كان من بينهم منظم الاجتماع القائد المخلص تلميذ القسام محمد صالح الحمد (أبو خالد)، حسب بعض الروايات. تحيط بها أراضي قرى كفر الديك، وبروقين، وبيت ريما، وكفر عين، وعابود، واللبن الغربي، ودير بلوط.
يعود أصل اسمها الحالي إلى العرب الغساسنة الذين اقامو فيها مركز حكمهم في جبال غسان ومركزهم الديني حيث بنو فيها كنيسة عرفت باسم (دير غسان الكبير) وذلك في عهد «الحارث الغساني» وأمه «ماريا». قال فيها النابغة الذبياني الذي زار حكامها الغساسنة:

## تاريخ
اما تاريخها القديم فيعود للفترة الكنعانية، حيث عرفت باسم «صردة» أو«الصريدة»، ويعود بأصله لها يربعام بن نباط أحد عمال النبي سليمان والذي انشق عليه فيما بعد واسس له مملكة في شمال فلسطين. وخلال الحكم الايوبي وبعد انتصار صلاح الدين أصبحت دير غسانة مركز إقطاع يتكون من 19 قرية، وهي قرى بني زيد وأقيم لهم موسم خاص بالنبي صالح. وكان لأهالي دير غسانة دور في الحروب الصليبية أيام الظاهر بيبرس حيث ملكهم إقطاع يتكون من 48 قرية في بني زيد وبني مرة وبني سالم وبني حارث، وعهد إلى زعمائها بحماية برج مجدل يابا المعروف مجدل يابا (مجدل الصادق). وفي العهد العثماني لعبت دور كرسي الحكم في بني زيد، وقد شاركت في المعارك ضد حملة نابليون وذلك في معركة عزون، كما ثارت ضد الحكم المصري أيام محمد علي باشا وابنه إبراهيم. وفي الحرب العالمية الأولى اضطر أهالي دير غسانة للخروج منها بضغط من العثمانيين وخوفا من القصف المتبادل بين الجيش العثماني المتمركز في فرخة وبروقين والجيش البريطاني بالقرب من عابود فالموقع المتوسط للبلدة استدعى الخروج الذي استمر لما يقرب التسع شهور قضوها في خربثا الحارثية وديرقديس وبيتللو ورنتيس إلى ان عادو إليها ثانية وهي تحت الحكم البريطاني. وخلال الانتداب البريطاني احتضنت دير غسانة المؤتمر العام للثورة، المؤتمر الذي كان يهدف لتوحيد قيادة الثورة الفلسطينية الكبرى عام 1938 م بعد خلاف كان قد نشب بين قادة الثورة حول منصب القائد العام للثورة، ومنها صدر أول بيان باسم القيادة العامة للثورة الفلسطينية باسم عبد الرحيم الحاج محمد، وشهدت بعد المؤتمر معركة حامية مع البريطانيين استعمل فيها البريطانيون 12 طائرة وعدد كبير من الآليات والجنود. وفي عام 1948 م. وتم قصف البلدة ومن تبقى من الثوار
استضافت ديرغسانة في مبانيها وأراضيها ما يفوق عشرة آلاف لاجيء فلسطيني تقاسمت وإياهم مرارة النكبة الفلسطينية الكبرى. لعبت ديرغسانة دور مهم في التطور العلمي على مستوى المنطقة، فقد كانت من أوائل القرى الفلسطينية التي اعتنت بالعلم وبنت له المدارس وتكفلت بتوفيره لأبناء أكثرمن 50 قرية فلسطينية مجاورة، حيث تمت إضافة جزء ثاني للمدرسة التي تم ذكرها على انها ثالث مدرسة في فلسطين والمعنى المضاف يعود تاريخه إلى 1912 واستمرت إلى أن أصبحت من أوائل المدارس الثانوية القلائل في فلسطين، كما ضمت مدرسة للبنات في عشرينات القرن السابق «برعاية إحدى الجمعيات التبشيرية» كما افتتحت فيها وكالة الغوث مدرسة للإناث وأخرى للذكور استمرت لما يقرب من عشر سنوات، الامر الذي وفر العلم لابنائها في فترة مبكرة وامتازو به. وقد امتدحها ابن كفر الديك فوزي خالد الديك في أحد قصائدة المطولة الجميلة عرفانا بجميلها عليه، نذكر بعض أبياتها:
ولقرية ديرغسانة أهمية معمارية حيث أنها تعكس فترة تاريخية وظاهرة مميزة من تاريخ فلسطين الا وهي ظاهرة قرى الكراسي في منطقة الجبال الوسطى، والتي تشكلت خلال القرن السابع عشر والثامن عشر والتاسع عشر وذلك من خلال (قصور شيوخ النواحي) فهي تشكل طرازاً معمارياً فريداً. كما يوجد في ديرغسانة العديد من المقامات الدينية تفوق العشرين مقاما منها مثل مقام المجدوب والرفاعي والخواص وخالد وعبد الله وعصفور، إضافة إلى مجموعة من الخرب الأثرية المحيطة بالقرية مثل خربة القلع وخربة الدوير وخربة زنعر وخربة البلاطة إضافة إلى التراث الطبيعي المتمثل بالنبات والينابيع ومظاهر السطح.تسكن في دير غسانة حاليا العائلات التالية: آل مسحل (سعده) وآل البرغوثي وآل الشعيبي وآل الرابي وآل الرمحي وآل غيث وآل ناصر (وآل عادي وأبناء عمهم آل سهيل) وآل حماد وآل الخطيب وآل الصقري وآل العالم وآل النوباني وآل شقير وآل المهتدي (وآل العايدي، اسرة واحدة) هاجرت من عرب الجرامنة، وقد انشئ لبلدتي بيت ريما ودير غسانة في عام 1964 مجلس بلدي واحد بعد توحيد المجلسين القرويين فيهما، وتعرف البلدتين حاليا باسم مدينة «بني زيد الغربية» وتضم البلدتان اربع مدارس أساسية وثانوية للإناث والذكور وعيادة طبية حكومية في بيت ريما وأخرى تابعة للإغاثة الطبية في دير غسانة ونادي رياضي ثقافي وملعب كرة قدم ضمن مواصفات جيدة وملحق به مدرج ومبنى للنادي الرياضي. وفيها منتزهات عامة ومساجد وعدد من المؤسسات مثل الجمعيات الزراعية والنسوية والثقافية ومغفر للشرطة واخر للامن الوطني وتشتهر بزراعة التين والعنب والزيتون الذي استدعى اقامة المعاصر الخاصة به حيث يمتلك اهالي بني زيد اربع معاصر تعمل في موسم قطاف الزيتون، وجدير بالذكر ما هو من أهم معالمها التي أصبحت اليوم ارث الاهالي البلدة بابور ابوسيف الذي يعود تاريخ تشغيله إلى 1922 والذي كان بمثابة الثورة الصناعية حيث انه لا يوجد مثله الكثير في العالم
في 5 يوليو 2023: تشكيل لجنة برئاسة وزير السياحة والآثار وعضوية ممثلين من وزارات: الزراعة، والثقافة، والحكم المحلي، والأشغال العامة والإسكان، والمالية وسلطة جودة البيئة لدراسة وإعداد الأسس الفنية والقانونية لإنشاء وتنظيم عمل متحف الزيت والزيتون "الريف الفلسطيني" في قرية دير غسانة شمال محافظة رام الله والبيرة.

## الاقتصاد
كانت جباية ضرائب المنطقة الممتدة من محافظة نابلس حتى القدس في زمن العهد العثماني وحتى سنة 1918 تعهد إلى آل البرغوثي، وهي عائلة اقطاعية تملك أكثر من 9,000 دونم مزروعة كلها بالزيتون وكروم العنب والتين، ولكن توجه العائلة للعلوم منذ أوائل القرن التاسع عشر وبعد رحيل الدولة العثمانية، ومجيء الانتداب البريطاني، الذي كرس سياسة فرق تسد وتقريب الاقليات اليه على حساب الأكثرية، جعل كثيرا من أبناء العائلة يطلبون الهجرة إلى الخارج حتى تم تفريغ دير غسانة من خيرة شبابها وباتت تعتمد على قليل من إنتاج الأرض وعلى المعونات الخارجية المرسلة من الأبناء.